# Sandra A. Mushi
Sandra A. Mushi (née en 1974) est une autrice tanzanienne, notamment de poésie et de nouvelles.

## Biographie
Sandra Aikaruwa Mushi naît à Dar es Salam en Tanzanie, en 1974 et grandit au Royaume-Uni, au Botswana et en Tanzanie.
Elle est décoratrice d'intérieurs de formation et étudie cet art en Afrique du Sud à Cape Technikon, avant de commencer une carrière dans ce domaine,.
En parallèle, Mushi commence une carrière d'écrivaine. Elle publie des récits et des poèmes dans des magazines et des journaux, comme JENdA: A Journal of Culture and African Women Studies,. Elle rédige des articles sur la décoration d'intérieurs dans des journaux tanzaniens. Son oeuvre est publiée dans Reflections: An Anthology of New Work by African Women Poets en 2013,.
Son premier livre est un recueil de poèmes intitulé The Rhythmn of My Rhyme, et publié par Andika Afrika en 2008,. Le terme rythme, qui s'écrit rhythm en anglais, est mal orthographié, sans que l'intention de l'autrice à ce sujet soit révélée.
Son deuxième ouvrage, Stains on My Khanga, est un recueil de récits et de poèmes qui est publié en 2014,.
Mushi est considérée par le journal tanzanien The Citizen comme quelqu'un qui a contribué à la littérature tanzanienne de manière importante, notamment en tant que femme,. Son œuvre qui porte notamment sur le quotidien des femmes est parfois décrite comme satirique. Initialement, elle se décrivait elle-même comme ni féministe, ni militante, mais finit par citer Ngozi Adichie pour déclarer  que tout le monde devrait être féministe. Sa langue d'écriture est l'anglais, mais ses œuvres les plus récentes incluent du Swahili. Une de ses œuvres prend un ton plus sérieux et traite de la violence domestique ainsi que des luttes des femmes,.